# 劉玉山
劉玉山（1944年10月30日—），中華民國政治人物，台灣台南縣人。臺灣省立成功大學交通管理學士、國立中興大學法商學院（現國立臺北大學）都市計劃碩士、泰國亞洲理工學院系統工程碩士、國立成功大學土木工程博士。曾任行政院秘書長及行政院政務委員。2006年獲第六屆國立臺北大學傑出校友。
2008年獲馬英九總統提名經立法院同意任第四屆監察委員（2008.8.1-2014.7.31）。就讀亞洲理工學院期間，和前行政院長毛治國是同學。

## 荣誉

### 中华民国勋章奖章
- 二等景星勋章（2007年6月5日于台北总统府颁授[2]）